# Cristoforo Giacobazzi
Cristoforo Giacobazzi (né à une date inconnue à la fin du XVe siècle à Rome, alors la capitale des États pontificaux et mort le 7 octobre 1540 à Pérouse) est un cardinal italien du XVIe siècle. 
Il est un neveu du cardinal Domenico Giacobazzi (1517).

## Biographie
Cristoforo Giacobazzi est d'abord chanoine à la basilique Saint-Pierre puis est  nommé évêque de Cassano en 1523. Il est auditeur à la Rote romaine en 1534-1536.
Le pape Paul III le crée cardinal lors du consistoire du 22 décembre 1536. Il est nommé légat apostolique à Pérouse et en Ombrie en 1539.